# Sherburn (Yorkshire del Norte)
Sherburn es una localidad situada en el condado de Yorkshire del Norte, en Inglaterra (Reino Unido). Tiene una población estimada, a mediados de 2020, de 873 habitantes.
Está ubicada al norte de la región Yorkshire y Humber, cerca de la frontera con la región Nordeste de Inglaterra, de los montes Peninos, de la costa del mar del Norte y de las ciudades de York y Northallerton —la capital del condado—.